# قضية معدولة
المعدولة في اصطلاح المنطقيين هي القضية التي يكون حرف السلب فيها جزء لشيء، سواء كانت موجبة أو سالبة، ويكون ذلك:
- إما من الموضوع، فتسمى: معدولة الموضوع، كقولنا: «اللا حي» [غير الحي] جماد
- وإما من المحمول، فتسمى: معدولة المحمول، كقولنا: الجماد «لا عالم» [غير عالم].
- أو منهما جميعا، فتسمى معدولة الطرفين، كقولنا: اللا حي لا عالم.[1]